# The Day We Fight Back
The Day We Fight Back fue una protesta planeada en contra de la vigilancia masiva que lleva a cabo la Agencia de Seguridad Nacional (NSA) de Estados Unidos. Se planeó que el día de la acción fuera el 11 de febrero del 2014. La protesta se llevó a cabo a través de banners que fueron desplegados en miles de sitios de todo el mundo, donde se exhortaron a los internautas a que contacten a sus legisladores y los inciten a tomar acciones alrededor de temas como la vigilancia cibernética y el internet libre.
The Day We Fight Back fue anunciado el 10 de enero del 2014. Fue organizado por David Segal, quien fue legislador del Partido Demócrata de los Estados Unidos, miembro de la legislatura de Rhode Island y director ejecutivo de la organización Demand Progress. Otros grupos también formaron parte de la creación de la iniciativa, incluidos entre ellos grupos que se dedican a la defensa de los derechos digitales como la Electronic Frontier Foundation, Fight for the Future y Free Press, así como el sitio Reddit, la Fundación Mozilla, el sitio de bloggin colaborativo Boing Boing y la organización The Other 98% (enlace roto disponible en Internet Archive; véase el historial, la primera versión y la última)..

## Propósito
The Day We Fight Back fue un día destinado a la "solidaridad mundial" como protesta en contra de la vigilancia de la NSA. En los Estados Unidos, uno de los principales objetivos de la protesta era fomentar la aprobación de la Ley de Libertad de los Estados Unidos, un proyecto de ley que busca reinar en la recopilación de datos telefónicos. Además, los banners instaron a las personas a llamar al Congreso y expresar su oposición a la Ley de Mejoras FISA, que la ACLU calificó de "un sueño hecho realidad para la NSA" que "codificaría el programa inconstitucional de registros de llamadas de la NSA y permitiría la recopilación masiva de datos de localización de los usuarios de teléfonos móviles" 
Fuera de los Estados Unidos, el objetivo era similar. Un editorial de Guardián describió el objetivo de los activistas a nivel mundial como "presionar a las autoridades hacia políticas que favorezcan la libertad y la privacidad"
Los organizadores publicaron en su sitio web: "Juntos haremos retroceder a los poderes que buscan observar, coleccionar y analizar cada una de nuestras acciones digitales y dejaremos claro que tal comportamiento no es compatible con la gobernabilidad democrática. Juntos, si persistimos, ganaremos esta lucha" Rainey Reitman, director de activismo de la EFF, dijo: "La idea es aprovechar realmente la indignación de la comunidad de Internet para hablar con una gran voz el 11 de febrero". La protesta se produce un mes después de que el presidente Obama pronunciara un discurso de reforma de la vigilancia en el que introdujo los cambios propuestos en la recopilación de datos de los ciudadanos estadounidenses. Los críticos dijeron que las reformas no serían "suficientes"
Los organizadores compararon la protesta de febrero con la protesta de la SOPA dos años antes, diciendo: "Hoy nos enfrentamos a una amenaza diferente, una que socava Internet y la noción de que cualquiera de nosotros vive en una sociedad verdaderamente libre". Las amenazas fueron "opositores internacionales como Five Eyes y Tempora, la vigilancia masiva y programas como PRISM y las actividades de monitoreo de aeropuertos de la ESCI de Canadá".

## Antecedentes
El 11 de febrero del 2014, la fecha en que se llevará a cabo la acción, es un mes después del primer aniversario del suicidio de Aaron Swartz, el fundador de Demand Progress. Al momento de su muerte, Swartz era perseguido por fraude por haber descargado artículos de investigación del Instituto Tecnológico de Massachusetts.  Muchos analistas interpretaron esta persecución (que además habría impuesto un largo tiempo de cárcel al activista) como un acoso que provocó su muerte. El padre de Swartz, Robert Swartz, dijo que el "ITM había traicionado todos sus principios", y Noam Chomsky declaró que la participación del instituto había sido principalmente negativa, pues había fallado a la hora de tomar acciones que pudieron haber mitigado los cargos. El hermano de Swartz, Noah Swartz, está "organizando activamente" el evento del 11 de febrero.
En el anuncio de The Day We Fight Back el 10 de enero del 2014, David Segal afirmó:

Hoy, la más grande amenaza de la libertad en internet y de una sociedad más libre, es el régimen de espionaje de la Agencia de Seguridad Nacional. Si Aaron estuviera vivo, estaría en el frente de la defensa, peleando contra estas prácticas que vulneran nuestra habilidad de relacionarnos entre nosotros como seres humanos libres.

Swartz mismo ya se había referido al tema de la vigilancia masiva en estos términos:

Es impactante pensar que la responsabilidad es tan débil que ni siquiera ellos tienen estadísticas básicas de qué tan grande es el programa. Si la respuesta es ’Oh, estamos espiando a tanta gente que es imposible contarlas’, entonces de verdad se trata de mucha gente.

Esta declaración aparece en un avance del documental que se estrenará próximamente acerca de Swartz, intitulado provisionalmente The Internet's Own Boy.
Cinco meses después de la muerte de Swartz, el vasto aparato de vigilancia masiva fue revelado y bien detallado gracias a la liberación de documentos secretos de la Agencia de Seguridad Nacional que llevó a cabo Edward Snowden.
El 11 de enero de 2014, el sitio del Instituto de Tecnología de Massachusetts en cogen.mit.edu fue hackeado para mostrar una imagen del grupo Anonymous con el mensaje “Recuerden el día en que contraatacamos /No olvidamos, no nos rendimos, espérenos / #OPLASTRESORT". El mensaje apareció por dos horas, después de las cuales el sitio estuvo inactivo por varios días.

## Eventos relacionados
Las actividades de apoyo a la protesta se llevaron a cabo "desde Argentina hasta Uganda, desde Colombia hasta Filipinas":
- Amy Goodman, de Democracy Now!, promovió The Day We Fight Back en un artículo de opinión en el que resaltaba el rol de Swartz en el movimiento por los derechos digitales y convocaba a "otra lucha en contra de la libertad en internet", ahora sin su presencia.[16] Además, medios como The Guardian[23] o Sopitas.com[24] han publicado artículos que hacen referencia e invitan a unirse a la causa en otros países.
- Bitbureauet, un instituto de investigación con sede en Dinamarca, anunció planes para una protesta frente a la embajada de Estados Unidos en Copenhague, bajo el lema "tag internettet tilbage" ('recuperar Internet').[25][26]
- Restore the Fourth, una organización estadounidense, planeó una protesta frente al edificio de AT&T en San Francisco donde se ubica la Sala 641A, la instalación operada por AT&T para la Agencia de Seguridad Nacional de Estados Unidos. Según la organización, la protesta incluirá un discurso de Mark Klein, el técnico de AT&T que expuso públicamente la instalación en 2006.[25][27] El EFF ha anunciado planes para un evento en Bluffdale, Utah, cerca del Centro de Datos de Utah. La Coalición de Rhode Island para Defender los Derechos Humanos y Civiles y Rhode Island MoveOn.org anunciaron una protesta fuera de la corte federal en Providence.
- El Partido Pirata de Suecia celebrará una manifestación en Estocolmo con discursos del fundador del partido, Rick Falkvinge, y de la líder del partido, Anna Troberg. Cryptoparty-Austria ha anunciado planes para un mitin en el Forum Stadtpark de Graz[28] y el Software Freedom Law Center ha anunciado planes para organizar un evento en Nueva Delhi.
- KBOO, una estación de radio con sede en Oregon financiada por los oyentes, celebró un día de programación especial relacionada con el activismo en Internet.[29]
- En Manila, los manifestantes se manifestaron ante el Tribunal Supremo contra la "Ley de Prevención del Delito Cibernético de Filipinas 2012", relacionada con la vigilancia.[30][31]
- Una coalición con sede en el Reino Unido llamada "Don't Spy on Us" organizó su propia protesta. La coalición incluía al Open Rights Group, English Pen, Liberty, Privacy International, Big Brother Watch y Article 19.[32]

## Partidarios
En apoyo de la protesta digital había una "amplia coalición de grupos de activistas, empresas y plataformas en línea". The Guardian observó que entre los partidarios se encontraban compañeros de cama improbables, citando el apoyo tanto de la Unión Americana de Libertades Civiles como de las "muy conservadoras" FreedomWorks. Los partidos políticos que apoyaron la protesta incluyeron al Partido Nacional Libertario de Estados Unidos, los Verdes Australianos, el Partido Pirata de Suecia y la Campaña por la Libertad de Ron Paul. El congresista Ted Poe (R-TX) también ha apoyado la protesta.
La "adición más prominente" a la protesta fue la coalición "Reform Government Surveillance", que incluye a AOL, Twitter, LinkedIn y Yahoo. El grupo envió una carta al presidente Obama el 11 de noviembre e "instó a que se introdujeran cambios que incluyeran un acuerdo gubernamental para no recopilar datos a granel de las comunicaciones por Internet" Ese mismo día, Google anunció su apoyo a la Ley de Libertad de Estados Unidos, afirmando que "Google reconoce las amenazas muy reales que los Estados Unidos están enfrentando". Matt Simons, director de justicia social y económica de ThoughtWorks, sin embargo, dijo que el apoyo de la coalición a The Day We Fight Back "suena un poco vacío" debido a la tardía fecha de su anuncio y a la revelación por parte de sus miembros de los datos de sus clientes a la NSA.
Entre los grupos que apoyan a The Day We Fight Back se encuentran EFF, ACLU, Freedomworks, Greenpeace, Demand Progress, Human Rights Watch, Government Accountability Project, Restore the Fourth, the Free Software Foundation y Amnistía Internacional Entre los sitios web que apoyan la protesta se encuentran Reddit, Tumblr, Wikia, Mozilla, Facebook y Google.
Para el 11 de febrero, más de 6.000 sitios web y organizaciones se habían inscrito para mostrar su apoyo presentando la pancarta de The Day We a Fight Back durante 24 horas. El Huffington Post publicó imágenes de varios memes destinados a ser publicados en sitios como Facebook y Twitter como parte del evento Decenas de miles de personas se comprometieron a realizar llamadas y publicaciones en Internet en apoyo de la reforma de la vigilancia.